# Francisco Sadoc de Araújo
Francisco Sadoc de Araújo (Sobral, 17 de dezembro de 1931) é um sacerdote, professor e reitor brasileiro.

## Biografia
Filho de Galdino Orlando de Araújo e Rita Albuquerque de Araújo. Estudou no Externato São José e no Seminário Diocesano de Sobral; continuou os estudos no Seminário de Fortaleza (curso de Filosofia) e concluiu-os na Pontifícia Universidade Gregoriana de Roma (Itália), onde fez o curso de Teologia. Pós graduado em Psicologia pela Faculdade de Cristo Rei (São Leopoldo - RS).
Professor, participou da criação da UVA (Universidade Vale do Acaraú), da qual foi o primeiro Reitor. Dirigiu o Instituto de Teologia da Arquidiocese de Recife. Foi membro do Conselho de Educação do Ceará, Professor Emérito da Faculdade Dom José, de Sobral. Cônego Honorário da Basílica de São Pedro, do Vaticano. Membro do Instituto do Ceará, da Academia Cearense de Letras (cadeira n° 15, patrono: Capistrano de Abreu), e Academia Sobralense de Letras, e membro correspondente do Colégio Brasileiro de Genealogia (Rio de Janeiro) e Instituto Genealógico Brasileiro (São Paulo).
Seu trabalho é focado no Vale do Acaraú e a Ibiapaba, ambas regiões do noroeste  cearense. "Sua estratégia de pesquisa começou com Cronologia Sobralense em cinco tomos seriados (1974/1979/1983/1985/1990). Durante este período publicou História da Cultura Sobralense em 1978 e Raízes Portuguesas do Vale do Acaraú em 1990. Pesquisador respeitado, Sadoc oferece informações histórico-geográficas sobre a gênese de Sobral e seu território, desde o século XVII até meados do século XX.  Sua mais recente publicação foi Padre Ibiapina, Peregrino da Caridade (1995), fundador das Casas de Caridade, instituição assistencial oitocentista presente em Sobral e em algumas províncias do nordeste do Brasil" (ROCHA, 2017, p. 36).  

## Obra
- Cronologia Sobralense, (5 volumes, 1974/1990) [nota 1]
- A Ciência Criadora, (1976),
- História da Cultura Sobralense, (1978),
- Estudos lbiapabanos, (1979),
- História religiosa da Meruoca, (1979),[9]
- Ceará - Homens e Livros, (1981),
- Traços Biográficos de Dom José Tupinambá da Frota, (1982),
- Dicionário Biográfico de Sacerdotes Sobralenses, (1985),[10]
- Raízes Portuguesas do Vale do Acaraú, (1991),
- Padre Ibiapina: Peregrino da Caridade, (1995),[11]

## Homenagens
Recebeu numerosas honrarias, como:
- A Medalha Justiniano de Serpa,[12]
- A Medalha do Governo do Estado do Ceará,[13]
- A Medalha do Educador,
- A Medalha do Mérito do Rotary Clube,
- Uma avenida em Sobral foi nomeada em homenagem ao sacerdote.[14]